# 沃林 (勃兰登堡州)
沃林（德語：Wollin）是德国勃兰登堡州的一个市镇，隶属于波茨坦-米特尔马克县，总面积为28平方千米，截至2020年总人口为838人。